# Paulina de los Reyes
Paulina de los Reyes, född 22 juni 1955 i Santiago de Chile, är professor i ekonomisk historia vid Stockholms universitet.

## Forskning
Paulina de los Reyes doktorerade 1992 vid Uppsala universitet med avhandlingen, The Rural Poor. Agrarian Changes and Survival Strategies in Chile 1973-1989. Där tar hon upp följderna av neo-liberala jordbruksreformer i Chile efter militärkuppen 1973. 
Senare forskning av de los Reyes har handlat om arbetsliv, etnicitet och genus. Monografin Mångfald och differentiering visar hur idéerna om människors olikhet bidrar till att cementera ojämlikheter och osynliggör diskriminering. Antologin Maktens olika förklädnader. Kön, klass och etnicitet i det postkoloniala Sverige (tillsammans med Irene Molina & Diana Mulinari) introducerar begreppet intersektionalitet i ett svenskt sammanhang. Under de senaste åren har hennes forskning haft intersektionalitet, postkolonial feminism och historieteori i blickfånget. 

## Husbyrapporten 2014
Tillsammans med sju andra forskare från Stockholms Universitet släppte Paulina de los Reyes rapporten "Bilen brinner... men problemen är kvar" i maj 2014. Den handlar om upploppen i Husby 2013. Brinnande bilar och stenkastande ungdomar blev ett omdebatterat ämne i media. I rapporten får man höra Husbybornas egna berättelser från det som hände.
Enligt Paulina de los Reyes och hennes forskarkollegor är det ett antal punkter som ständigt återkommer i Husbybornas berättelser. Till exempel känslan av utanförskap samt upplevelser av vardagsrasism och diskriminering. Andra faktorer som tas upp i rapporten är det demokratiska underskottet som Husbyborna upplever.

## Women’s Boat to Gaza 2016
I september år 2016 åkte Paulina de los Reyes med den Ship to Gaza-organiserade aktionen Women's Boat to Gaza, vilket utgjordes av två där skepp där alla ombord var kvinnor. Aktionen var Ship to Gazas femte försök att bryta blockaden av Gaza.